# Jesper Svenbro

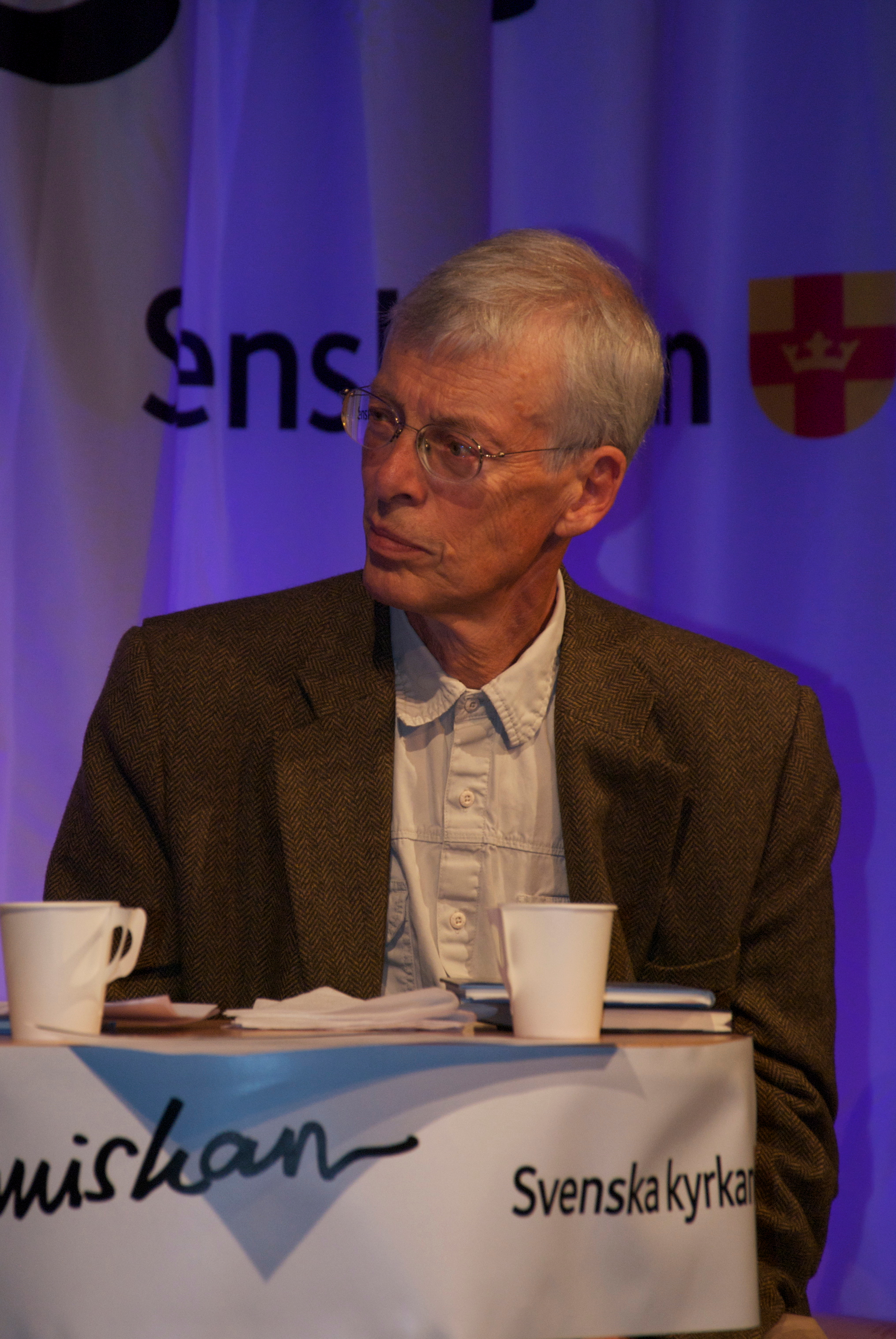
Jesper Svenbro 2011

Jesper Svenbro (* 10. März 1944 in Landskrona) ist ein schwedischer Lyriker und klassischer Philologe. 2006 trat er die Nachfolge des Übersetzers und Schriftstellers Östen Sjöstrand als Mitglied der Svenska Akademien auf Stuhlnummer 8 an.

## Leben
Svenbros Vater war Pfarrer und starb, als Svenbro ein Kind war. Die Erinnerungen an dieses Erlebnis verarbeitete er in späteren Werken wie Mein Vater der Pastor. Nach dem Abitur in seiner Heimatstadt Landskrona studierte er Latein und Griechisch an der Universität Lund. Schon während seiner Studienzeit debütierte er als Lyriker mit der Gedichtsammlung Det är i dag det sker (1966). Seine von 1969 bis 1970 dauernden Doktorandenstudien an der Yale University setzte er von 1970 bis 1976 an der Universität Lund fort. Während dieser Zeit weilte er drei Jahre in Rom, bevor der frisch promovierte Svenbro 1977 nach Paris zog, um seine Forscherkarriere am Centre Louis Gernet fortzusetzen. Seine Doktorarbeit La parole et le marbre (1976), die die Ursprünge der griechischen Poesie behandelt, schrieb er auf Französisch und besiegelte damit seine internationale Forscherkarriere. Später folgte die stark kulturanthropologisch orientierte Studie Phrasikleia (1988), die ins Englische, Italienische, Neugriechische und Deutsche übersetzt wurde. 
Die Poesie des Franzosen Francis Ponge wurde von Svenbro in dem Werk Ur tingens synpunkt (1977) interpretiert und ins Schwedische übersetzt. Diese Inspirationsquelle veränderte die Richtung seiner schriftstellerischen Tätigkeit und er wurde der „reinste Meta-Poet“ unter den schwedischen Autoren, ein Dichter, der in seiner Poesie über Poesie spricht. Er prägte die kontinentale Schlussphase der weniger metapoetischen denn mehr angelsächsisch ausgerichteten Lundaskola, in der Göran Printz-Påhlson (1931–2006) in den 1950er Jahren eine Zentralfigur dieser Dichtergruppe aus Lund war. Svenbro gelang eine virtuose Behandlung von klassischen und traditionellen Versformen und er vermochte auf elegante Weise wesentliche Elemente der nordischen und der klassischen griechischen Mythologie zu vereinen, wie in Särimner (1984) oder Samisk Apollon och andra dikter (1993). Dazwischen erschien die Gedichtsammlung Hermes kofösaren (1991), die als exemplarisch in der orthodoxeren metapoetischen Schaffensphase Svenbros gilt. Neben dem Werk Gradiva och andra dikter (1966) von Göran Printz-Påhlson ist sie die metapoetischste aller schwedischen Gedichtsammlungen. Die frühen 1990er Jahre waren nicht nur Höhepunkt seiner Metapoesie, sondern auch ihr Endpunkt.
Blått (1994) ist ein Übergangsbuch und trägt autobiographische Züge seiner Kindheit. Ihm folgte die bisher voluminöseste Gedichtsammlung mit dem Titel Vid budet att Santo Bambino di Aracoeli slutligen stulits av maffian (1996). Nach drei Jahren Pause wurden exakte und wortknappe Essays auch auf Schwedisch veröffentlicht – bis 1999 erschien seine Sachprosa auf Französisch – mit den Titeln Myrstigar (1999) und Fjärilslära (2002). Myrstigar behandelt auf popularisierende Art und Weise verschiedene griechische Figuren, im Gegensatz zu dem eher wissenschaftlich verfassten Werk Phrasikleia. Danach besuchte Svenbro das Rom seiner Jugend und schrieb die Texte für das Werk Ljuset och rummet (2004), das mit Fotografien der Stadt aus dem Jahr 1949 des klassischen Architekturfotografen Lennart af Petersens 
(1913–2004) bebildert ist. Bisher sind siebzehn Antikstudien Svenbros auf Schwedisch in dem Sammelband Försokratikern Sapfo och andra studier i antikt tänkande (2007) erschienen.
Svenbro lebt in Paris und ist Forschungsdirektor am Centre national de la recherche scientifique.

## Auszeichnungen
- Sveriges Radio Lyrikpreis 1993
- Bellman-Preis 2000
- Aniara-Preis 2000
- Ekelöfpreis 2001
- Övralidpreis 2005

## Werke
- Det är idag det sker, 1966
- Ur tingens synpunkt, 1977
- Element till en kosmologi och andra dikter, 1979
- Särimner, 1984
- Phrasikleia. Anthropologie de la lecture en Grèce ancienne, Paris 1988
  - Phrasikleia: Anthropologie des Lesens im alten Griechenland, dt. von Peter Geble, Wilhelm Fink Verlag, Paderborn 2005. ISBN 978-377053973-4
- Hermes kofösaren, 1991
- Samisk Apollon och andra dikter, 1993
- Blått, 1994
- Vid budet att Santo Bambino di Aracoeli slutligen stulits av maffian, 1996
- Myrstigar, 1999
- Installation med miniatyrflagga, 1999
- Ameisenwege. Figuren der Schrift und des Lesens in der griechischen Antike, dt. von Lukas Dettwiler, Literaturverlag Droschl, Graz 2000, ISBN 3-85420-551-1
- Pastorn min far, 2001 
  - Mein Vater der Pastor, dt. von Lukas Dettwiler, Nachwort: Andreas Mauz, Achius Verlag, Zug 2004, ISBN 978-390535108-8
- Fjärilslära, 2002
- Ljuset och rummet, 2004
- Himlen och andra upptäckter, 2005
- Diktaren och musiken, 2006
- Försokratikern Sapfo och andra studier i antikt tänkande, 2007
- Vingårdsmannen och hans söner, 2008
- Inget andetag är det andra likt, 2011
- Echo an Sappho: Gedichte und Essays, dt. von Lukas Dettwiler, Waldgut Verlag, Frauenfeld 2011, ISBN 978-3-03740-396-9
- John Scheid – Jesper Svenbro, La tortue et la lyre: Dans l'atelier du mythe antique, CNRS 2014
  - Schildkröte und Lyra: In der Werkstatt der Mythologie, dt. von Birgit Lamerz-Beckschäfer, Verlag Philipp von Zabern 2017